# 洪流
洪流（1935年10月10日—2021年12月9日），本名洪繩國，臺灣資深男演员。

## 生平
1935年出生于浙江，1949年隨國民政府來臺灣。
2021年12月9日逝世於高雄，享壽86歲。

## 电影
- 港都夜雨（1957年）
- 鬼湖（1958年）
- 魂断西子湾（1958年）
- 双胞女（1958年）
- 男之罪（1959年）
- 慈母手中线（1961年）
- 情泪染袈裟（1962年）
- 喋血夜总会（1963年）
- 龙虎旋风儿（1964年）
- 孤女凌波（1964年）
- 毒玫瑰（1966年）
- 大剑客（1966年）※兼监督
- 谍血夜总会（1966年）
- 深山林內（1966年）
- 山贼（1966年）
- 青春鼓王（1967年）
- 风流铁汉（1967年）
- 獨臂刀（1967年）
- 飞天女郎（1967年）
- 噫无情（1967年）
- 西贡无战事（1967年）
- 谍海花（1968年）
- 狐俠（1968年）
- 玉面飞狐（1968年）
- 花月良宵（1968年）
- 怪俠（1968年）
- 夺魂铃（1968年）
- 保镖（1969年）飾 祝天豪
- 钓金龟（1969年）
- 豪侠传（1969年）
- 虎胆（1969年）
- 阴阳刀（1969年）
- 武林风云（1970年）
- 十二金牌（1970年）
- 大罗剑侠（1970年）
- 游侠儿（1970年）
- 金衣大侠（1970年）
- 女侠卖人头（1970年）
- 鹰王（1971年）
- 血符门（1971年）
- 鬼流星（1971年）
- 剑（1971年）
- 鬼见愁决斗独臂刀王 （1971年）
- 大决斗（1971年）
- 金旋风（1972年）
- 威震四方（1972年）
- 硬汉命一条（1974年）
- 独臂双雄（1976年）
- 残灯幽魂三更天（1977年）
- 九纹龙（1977年）
- 少林兄弟（1977年）
- 鬼马大侠（1978年）
- 释迦牟尼（1980年）
- 疯狂大追求（1980年）
- 磨牙的女人（1982年）
- 七武士（1982年）
- 行船人的爱（1982年）
- 失去的第一次（1983年）
- 小毕从军去（1983年）
- 今之侠者（1983年）
- 忍者太保之还魂镖（1986年）
- 还乡（1989年）
- 戲夢人生（1993年）
- 練習曲 (電影)（2007年）
- 轨道（2009年）
- 翻滚吧！阿信（2011年）
- 绝对底线（2012年）

## 電視劇
- 台視 
  - 金色的故鄉
  - 我心深處   飾邱父
  - 不要說再見  飾吳水發
  - 星星知我心  飾 劉榜文
  - 星星的故鄉  飾 劉榜文
  - 大紅包兒高高掛
  - 台灣廖添丁   飾洪爐
- 華視 
  - 葉青歌仔戲 伍子胥過昭關   飾  孫真人
  - 葉青歌仔戲 皇甫少華與孟麗君   飾梁相
  - 葉青歌仔戲 陳三五娘   飾  驛官
  - 勸世媳婦飾旺伯
  - 阿足飾林金生
  - 兒子三個半飾外公
- 中視
  - 布袋和尚飾弘覺
  -  天公疼好人飾洪父
- 大愛 
  - 大地之子   飾黎赤牛
  - 草山春暉   飾高烶勇
- 民視
  - 龍飛鳳舞 (電視劇) 飾洪師父
- FriDay影音
  - 國際橋牌社（2020年，第一季）飾許爺爺